# Гиллер, Абрам Иосифович
Абрам Иосифович Гиллер (1913 — ?) — советский горный инженер, лауреат Ленинской премии 1961 г.

## Биография
Окончил Московский горный институт (1940).
Перед войной — заведующий шахтой № 18 треста «Болоховуголь» Болоховского района Тульской области. С 1942 г. заведующий шахтой № 17 бис того же треста, награждён орденом Трудового Красного Знамени (10.07.1942). (недоступная ссылка)
В 1947 г. вместе с Л. А. Зиглиным предложил конструкцию крепи Щ-48 с оградительным перекрытием в виде отдельных секций на жестком основании, которая передвигалась при помощи прикрепленных к ее концам канатов.
С 1951 г. директор 12-й шахты (п. Новая Огарёвка) треста «Щёкинуголь».
С 1960 г. начальник шахтоуправления треста «Щёкинуголь».
Лауреат Ленинской премии 1961 г. (в составе коллектива) — за создание и внедрение в производство средств комплексной механизации очистных работ на шахтах Тульского экономического административного района.
Сочинения:
- Зиглин Л. А. и Гиллер А. И. Механизированная щитовая крепь Ш - 50. М., 1955. 32 с. с илл.; 2 л. черт. 22 см. (М - во угольной пром - сти СССР. Техн. упр. Центр. ин - т техн. информации ) .